# گریستن برای ماه
گریستن برای ماه (به انگلیسی: Cry for the Moon) یک آهنگ گروه سمفونیک متال هلندی، اپیکا است.

## فهرست قطعه‌ها
۱. "گریستن برای ماه" (نسخهٔ تک) - ۳:۳۳
۲. "گریستن برای ماه" - ۶:۴۴
۳. "اجرا برای یک پاییز" (نسخهٔ تک) - ۴:۲۹
۴. "اجرا برای یک پاییز" - ۶:۳۱

## منبع
1. 1 2 3  "Cry for the Moon" (به انگلیسی). Allmusic. Retrieved 2 September 2011.